# ISO 3166-2:SS
ISO 3166-2:SS is een ISO-standaard met betrekking tot de zogenaamde geocodes. Het is een subset van de ISO 3166-2 tabel die specifiek betrekking heeft op Zuid-Soedan.
De gegevens werden tot op 18 december 2014 geüpdatet op het ISO Online Browsing Platform (OBP). Hier worden 10 staten - state (en) / État (fr) – gedefinieerd.
Volgens de eerste set, ISO 3166-1, staat SS voor Zuid-Soedan, het tweede gedeelte is een tweeletterige code.
| Code  | Naam                    | Vorige naam           |
| ----- | ----------------------- | --------------------- |
| SS-EC | Central Equatoria       | Baḩr al Jabal         |
| SS-EE | Eastern Equatoria       | Sharq al Istiwā'īyah  |
| SS-JG | Jonglei                 | Jūnqalī               |
| SS-LK | Lakes                   | Al Buḩayrāt           |
| SS-BN | Northern Bahr el-Ghazal | Shamāl Baḩr al Ghazāl |
| SS-UY | Unity                   | Al Waḩdah             |
| SS-NU | Upper Nile              | A‘ālī an Nīl          |
| SS-WR | Warrap                  | Wārāb                 |
| SS-BW | Western Bahr el Ghazal  | Gharb Baḩr al Ghazāl  |
| SS-EW | Western Equatoria       | Gharb al Istiwā'īyah  |